# Micrechites serpyllifolius
Micrechites serpyllifolius là một loài thực vật có hoa trong họ La bố ma. Loài này được (Blume) Kosterm. mô tả khoa học đầu tiên năm 1960.